# 單安仁
單安仁（1303年—1387年），字德夫，安徽凤阳人。明朝初期政治人物。
其早年为元朝府吏，后在乡间招募民兵保鄉，当选樞密判官。之后跟从鎮南王孛羅普化镇守扬州。之后鎮南王被逐，單安仁跟从朱元璋。朱元璋命其镇守镇江，后移师常州。后其子跟从张士诚，而朱元璋知其忠诚而不怀疑。之后，升任浙江副使、按察使、中書左司郎中，辅佐李善长。之后调任瑞州守禦千戶。
洪武元年，升为工部尚书，负责各类营造建筑。次年改为兵部尚書，后因老请辞。洪武六年，任命山東參政，请辞不任。